# Timor Oriental en los Juegos Olímpicos de París 2024
Timor Oriental estuvo representado en los Juegos Olímpicos de París 2024 por cuatro deportistas, dos hombres y dos mujeres, que compitieron en tres deportes.
Los portadores de la bandera en la ceremonia de apertura fueron el nadador Jolanio Guterres y la practicante de taekwondo Ana Belo. El equipo olímpico timorense no obtuvo ninguna medalla en estos Juegos.